# Cedro do Abaeté
Cedro do Abaeté là một đô thị thuộc bang Minas Gerais, Brasil. Đô thị này có diện tích 279,906 km², dân số năm 2007 là 1203 người, mật độ 4,3 người/km².